# Семёнов, Виктор Александрович (государственный деятель)
Ви́ктор Алекса́ндрович Семёнов (род. 14 января 1958, Ново-Курьяново, Московская область) — российский политический и общественный деятель, учёный-агроном. Министр сельского хозяйства и продовольствия Российской Федерации (1998—1999). Депутат Государственной Думы Федерального Собрания Российской Федерации III, IV и V созывов.

## Биография
Родился 14 января 1958 в деревне Ново-Курьяново Ленинского района Московской области в семье работников Автомобильного завода имени Ленинского комсомола. Отец — Александр Алексеевич Семенов. Мать — Анна Петровна Семенова. Окончил плодоовощной факультет Московской сельскохозяйственной академии имени К. А. Тимирязева по специальности «плодоовощеводство и виноградарство». После окончания академии работал по распределению на разных должностях в совхозе «Белая Дача»: помощник бригадира, бригадир, управляющий тепличным комбинатом, инструктор сельскохозяйственного отдела Люберецкого горкома КПСС. Избирался депутатом Люберецкого городского и Московского областного Советов народных депутатов. В 1987 В. Семёнов будет избран директором совхоза и реорганизует его в агрофирму, получившей впоследствии широкую потребительскую популярность.
В свободное время занимается путешествиями, рыбалкой, коневодством, охотой.
Женат. Имеет сына и дочь.

### Карьера
- 1980 — помощник бригадира, бригадир и управляющий тепличным комбинатом в подмосковном совхозе «Белая Дача»
- 1985—1987 — инструктор в отделе сельского хозяйства Люберецкого горкома КПСС
- 1987 — заместитель председателя Люберецкого горисполкома по сельскому хозяйству и торговле
- 1992 — президент АОЗТ «Агрофирма „Белая Дача“»
- 1993—2002 — член Совета директоров банка «Возрождение»
- 1993—1997 — депутат Московской областной думы первого созыва
- 1993 — член Аграрной партии России (АПР)
- 1997, март — член Межведомственного совета по вопросам формирования и использования средств специального фонда для кредитования организаций агропромышленного комплекса на льготных условиях (включён Правительством по согласованию)
- 1997, 20 июня — член коллегии министерства сельского хозяйства РФ
- 1997, февраль — первый заместитель председателя Агропромышленного союза России
- 1998, 30 марта — 1999, 25 мая — министр сельского хозяйства и продовольствия РФ
- 1999, июль — член Центрального Совета и заместитель председателя АПР
- 19 декабря 1999 года был избран депутатом Государственной Думы Федерального Собрания Российской Федерации третьего созыва по избирательному списку движения «Отечество-Вся Россия». Заместитель председателя Комитета Госдумы по экономической политике и предпринимательству.
- 2000, январь — в депутатской фракции «Отечество — Вся Россия»
- 2000, 22 ноября — в составе депутатского межфракционного объединения «Деловая Россия»
- 2001, апрель — в составе депутатской межфракционной группы «Европейский клуб»
  - 7 декабря 2003 года был избран депутатом Государственной Думы Федерального Собрания Российской Федерации по Люберецкому одномандатному избирательному округу. Заместитель председателя Комитета по экономической политике и предпринимательству[1], член Комитета по бюджету и налогам. Член фракции «Единая Россия».
  - 2 декабря 2007 года был избран депутатом Государственной Думы Федерального Собрания Российской Федерации пятого созыва в составе федерального списка кандидатов, выдвинутого Всероссийской политической партией «Единая Россия». Заместитель председателя Комитета ГД по Регламенту и организации работы Государственной Думы. Член фракции «Единая Россия».

Член Постоянной делегации Федерального Собрания Российской Федерации в Межпарламентской Ассамблее Православия (МАП), председатель финансовой комиссии МАП. Член Правления Российского союза промышленников и предпринимателей (с ноября 2000). Член Правления Торгово-промышленной палаты Российской Федерации, председатель Комитета ТПП РФ по предпринимательству в агропромышленной сфере, член общественного объединения предпринимателей «Деловая Россия» (с апреля 2001). Председатель Совета Ассоциации отраслевых союзов АПК АССАГРОС (с 2000 по 2021 г.).

#### Покушение
16 августа 2007 примерно в 13:20 по московскому времени со стороны улицы кабинет в ЗАО «Агрофирма Белая Дача» Сёменова был обстрелян неизвестными. Предварительное расследование на месте инцидента показало работу снайпера. Самого Семёнова в момент покушения в кабинете не оказалось. По факту возможного причинения здоровья человеку Люберецкой районной прокуратурой было возбуждено уголовное дело. В. Семёнов не исключал, что покушение могло иметь отношение к его предпринимательской деятельности, зашедшей в острую фазу отношений с компанией «Русские газоны».

## Собственность и доходы
Согласно поданной декларации, Семёнов получил в 2010 году доход в размере 68,4 млн рублей. Ему также принадлежат доли в ОАО «Белая Дача» и ЗАО «Белая Дача Трейдинг».

## Награды
- Орден Дружбы
- медаль «В память 850-летия Москвы» (1997)
- Памятная юбилейная медаль «100 лет со дня учреждения Государственной Думы в России» (2006)
- заслуженный работник сельского хозяйства Российской Федерации
- Почётная грамота Правительства РФ (1999)
- Почётная грамота Государственной Думы
- Почётный гражданин города Котельники (2007)[4]
- орден святого благоверного князя Даниила Московского II степени (Русская православная церковь)
- орден преподобного Сергия Радонежского II степени (Русская православная церковь)
- орден святого преподобного Серафима Саровского II степени (Русская православная церковь)